# زاندرو مریس
زاندرو مریس (انگلیسی: Xandro Meurisse؛ زادهٔ ۳۱ ژانویهٔ ۱۹۹۲ ‏(۳۳ سال)) دوچرخه‌سوار اهل بلژیک است.
از باشگاه‌هایی که در آن بازی کرده‌است می‌توان به وانتی–گروپ گوبر، و وانتی–گروپ گوبر، و تیم لوتو–سودال اشاره کرد.